# Ledri

Mapa de la antigua Chipre con sus principales ciudades. Ledri se encontraba en el interior de la isla.

Ledri (en griego, Λῆδραι) es el nombre de una antigua ciudad de Chipre.
Es citada entre las ciudades-estado de Chipre de listas asirias del siglo VII a. C. Parece ser que perdió su condición de polis en la época clásica y volvió a resurgir en el periodo helenístico. Probablemente aparece en las listas de los teorodocos de Delfos, pero esta inclusión no está plenamente acreditada. Está atestiguado el culto a Afrodita en la ciudad. Entre Ledri e Idalion se halla el llamado Ninfeo de Kafizin, donde se han hallado inscripciones fechados entre el 225 y el 218 a. C. en diversos sistemas de escritura, entre ellos, en silabario chipriota.